# Fresno's
Fresno's és la signatura conjunta dels autors de còmic i il·lustradors Carlos i Luis Fresno Crespo, nascuts a Sòria el 1953 i 1957, respectivament.
A principi dels anys setanta del segle xx, els germans Fresno van començar a col·laborar amb l'Editorial Bruguera. Van produir per a la revista Zipi y Zape les seves sèries més duradores: Benito Boniato, estudia bachillerato (1977) i Ornelo (1980). Es van encarregar també de traslladar, amb guions de Jaume Ribera, les figurites dels Astrosniks a la historieta, en una sèrie d'àlbums iniciats amb El Héroe Snik (1984). El 1990, Carlos i Luis van fundar Quirón Ediciones, dedicada a l'edició de llibres sobre història militar.

## Obra
Van publicar llurs primeres pàgines a Bruguera pels anys 1971 i 1972, quan tan sols tenien 15 i 18 anys, a la revista Tío Vivo), en plena voràgine productora, quan començava a prevaler la quantitat sobre la qualitat de les sèries. Al costat d'autors com Casanyes, Esegé o Joan March van esdevenir la tercera generació d'autors de l'anomenada Escola Bruguera., amb sèries com Tiriciano i Ataúlfo Cartabón, l'autoria de la qual ellsmateix van confirmar. En alguna obra es veu la signatura Crespo, del seu segon cognom. Poc després, van dibuixar moltes pàgines per a la revista Vida y Luz i per a Diario Regional, de Valladolid.
El 1978 il·lustren un llibre de Fuerza Nueva Editorial titulat Setenta días en el infierno. La gesta del Alcázar de Toledo.
Tornen a l'editorial Bruguera on publiquen sèries com Javi y su perro Kiko, Gustavo Gavioto un buen piloto, Benito Boniato, estudia Bachilerato, Paulino y Pernales exportación de animales, Ornelo y Astrosniks, una adaptació al còmic d'unes figuretes de joguina de la companyia alemanya Bully Figuren, amb guions de Jaume Ribera. Les més populars van ser Benito Beniato, de la qual van sortir deu recopilatoris d'una col·lecció pròpia dins el segell Col·lecció Olé i dos Super Humor exclusius, amb aquest mateix material, i Astrosniks, les historietes dels quals van ser recopilades en tapa dura.
També es van encarregar un còmic de vuit pàgines sobre la història de Valladolid.
Amb el tancament de Bruguera, on es trobava la major part de llur obres, es van dedicar a la historieta publicitària, van regentar una llibreria i van crear dues editorials, Alcañíz-Fresno’s, editora de temes oficials, i l'editorial Quirón, dedicada a la producció de llibres de temàtica militars.